# 甲型流感病毒H5N1亚型

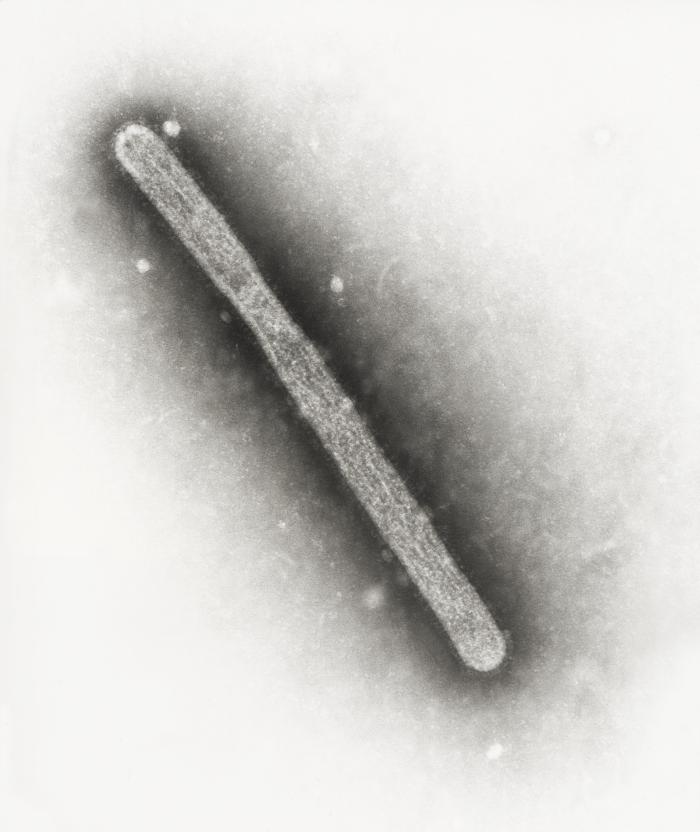
甲型流感病毒H5N1亞型

甲型流感病毒H5N1亞型（英語：influenza A virus subtype H5N1，記作A（H5N1）或H5N1），大家稱為H5N1禽流感和H5N1病毒，是甲型禽流感病毒的一個高致病性亞型，具有血凝素（hemagglutinin）第5型，神經氨酸酶（neuraminidase）第1型。H5N1病毒可以導致人和一些其他的動物死亡。
有一個在鳥類及禽類間傳播的H5N1毒株稱為高致病性禽流感甲型流感病毒H5N1亞型（HPAI A(H5N1), highly pathogenic avian influenza virus of type A of subtype H5N1），這一毒株是H5N1流感的致病源。該病毒在鳥群中的傳染性很強，發病突然、病症嚴重、死亡快速，因而屬於高致病性禽流感（HPAI, highly pathogenic avian influenza）。這是一種動物流行病（不在人類間傳播）和動物共患病，可在很多物種間傳播。
H5N1病毒是1996年首次在中國廣東的家鵝中明確發現。H5N1病毒主要感染鳥類並導致禽流感。1997年在香港傳播時，很多農場的雞受感染後都即時死亡，並引發首次H5N1病毒感染人類，使一名幼稚園學生死亡。2003年至2015年，全世界已向世界衛生組織報告630個病人，其中375人死亡，死亡率約60%。
2013年5月2日，中国科学家在美国《科学》杂誌网络版上报告说，他们“破译”了H5N1禽流感病毒感染人的分子机制，这一发现对防止禽流感病毒扩散具有重要意义。

## H5N1病毒在鳥類的感染

### 在全球的擴散

#### 1996年至2003年
H5N1病毒是1996年首次在中國廣東的養殖鵝中明確發現。
1997年在香港養禽場及鮮活市場爆發H5N1禽流感。當局迅速撲殺全港的130萬雞隻，消滅了疫情。當年首次發現人類感染H5N1病毒的病例。同年在廣東的飼養鵝中也檢測到相同病毒。
1999年以後，通過檢測香港禽類的血液樣品、籠具拭子、糞便樣品，發現該病毒仍時常出現。1999年至2001年間，鴨與鵝中檢測到H5N1病毒的機率上升。香港科學家管軼的研究小組發現，病毒在2000年後期從其他水禽的流感病毒中，獲得了新的基因。
2001年5月，大韓民國在從中國大陸進口的鴨肉中分離到H5N1病毒。2002年，在香港發現有野鳥死於H5N1病毒，這是在亞洲野鳥中首次報告因H5N1引起死亡。2003年1月，香港九龍公園的水禽火烈鳥（flamingo）死於H5N1病毒。2003年5月，日本在進口的鴨肉中也檢測到H5N1病毒。

#### 2003年至2004年
2003年中期，H5N1疫情在亞洲開始零星發生，但這些都沒有被監測，亦未報告。2003年12月，泰國動物園的兩隻虎與兩隻豹吃過一些生鮮雞肉後，意外死亡；後來的調查在病體組織中發現了H5N1病毒，這是首次報告該病毒引起大型貓科動物的死亡。
2003年12月19日，大韓民國證實三處養禽場發生H5N1病毒引起的高致病性禽流感。2004年1月8日，越南報告H5N1在家禽的疫情。緊接著，1月12日日本、1月23日泰國、1月24日柬埔寨、1月27日寮國、2月2日印度尼西亞、2月4日中國大陸相繼報告H5N1在家禽的疫情。這八個國家或地區的疫區有超過1億隻鳥發病死亡或為預防暨控制措施被撲殺。2004年3月，官方宣佈疫情得到控制。
但在2004年6月底至7月，中國大陸、印度尼西亞、泰國、越南報告出現復發疫情。8月7日，馬來西亞報告H5N1在家禽的疫情。10月11日，泰國動物園的老虎因吃生鮮雞肉相繼染病，導致441隻老虎中有147隻病死或被安樂死。10月22日，布魯塞爾證實兩隻從泰國非法進口的鷹帶有H5N1病毒。2004年12月，印度尼西亞與泰國再度發現H5N1在家禽的疫情，柬埔寨與寮國也很可能發生了疫情。
同一期間，2004年7月23日，日本宣佈H5N1在家禽的疫情得到控制，並由世界動物衛生組織（OiE）認定為無疫區。9月21日，大韓民國宣佈H5N1疫情得到控制，並獲得OiE無疫區認定。2005年1月3日，馬來西亞（馬來亞半島地區）宣佈疫情得到控制，並獲OiE無疫區認定。

#### 2005年
2005年4月30日，中國青海湖地區大量野鳥開始死亡，隨後幾個星期裡，共發現各種類的6345隻死鳥。該地區有數十萬隻各類鳥類棲息。6月8日，中國報告新疆發生H5N1的禽疫情。7月20日，泰國報告發生疫情。7月23日，俄羅斯報告在西西伯利亞發生高致病性禽流感（後來證實是H5N1病毒），附近還發現遷徙鳥類的屍體。8月2日，哈薩克斯坦報告在鄰近西伯利亞的地區發生高致病性禽流感（後來證實是H5N1），附近也發現遷徙鳥類的屍體。8月10日，中國報告西藏發生H5N1疫情。8月12日，蒙古國報告在兩個湖泊發現89具死鳥，後來從鳥屍中分離到H5N1病毒。
9月2日開始在俄羅斯、9月29日在蒙古、同天開始在泰國、10月6日在土耳其（9例火雞中發現1例）、10月7日在羅馬尼亞又相繼發生H5N1的禽疫情。10月20日，台灣報告從中國大陸走私的觀賞鳥類中檢測到H5N1。10月23日，英國確診一隻進口鸚鵡三天之前在隔離期死於H5N1。10月24日，中國報告10月19日安徽天長市發生H5N1疫情，500多禽隻死亡。10月26日，中國報告湖南湘潭縣射埠鎮灣塘村發生H5N1疫情，687隻雞鴨發病，其中545隻死亡，另有2,487隻被撲殺。克羅埃西亞也於10月26日證實10月21日6隻天鵝死於H5N1。
11月3日，中國報告遼寧黑山縣八道壕鎮冮台村養殖戶的雞死於H5N1高致病性禽流感。11月9日，中國確診遼寧阜新市阜新蒙古族自治縣大阪鎮朝陽寺村及錦州市南站新區大嶺村養殖戶的雞死於H5N1。11月10日確診遼寧錦州北寧市養殖戶的雞死於H5N1。11月11日確診湖北京山縣養殖戶的家禽死於H5N1。11月14日確診安徽淮南市田家庵區曹庵鎮範圩村養殖戶的800只家禽死於H5N1。11月16日確診湖北孝感市、新疆和田市及烏魯木齊市天山區發生H5N1禽流感疫情。11月17日確診山西孝義市發生H5N1禽流感。11月22日確診新疆烏魯木齊市達阪城區、寧夏銀川市興慶區、雲南楚雄市發生H5N1禽流感。11月24日確診新疆吐魯番市發生H5N1禽流感。印度尼西亞11月24日証實在亞齊省的3個地區有數百隻雞死於H5N1。11月29日，新疆鄯善縣及湖南省永州市出現H5N1疫情。

#### 2006年
2006年1月3日，中國農業部發佈，四川省大竹縣於2005年12月22日發生的禽只不明原因死亡為H5N1疫情。
1月10日，中國農業部發佈，貴州省貴陽市烏當區於2006年1月1日發生的鵪鶉不明原因死亡為H5N1疫情。
1月19日，香港特區政府確認，在東北部大埔林區一隻鵲鴝屍體上發現了H5N1病毒。
2月7日，中國農業部發佈，2月2日山西省陽泉市義井鎮一雞場飼養的雞出現死亡，至2月3日共死亡雞15000只。國家禽流感參考實驗室確診為H5N1疫情。
2月8日，世界動物衛生組織發表新聞通報說，尼日利亞北部卡杜納賈傑村的一個養雞場出現首例H5N1疫情。
2月10日，阿塞拜疆農業部和衛生部聯合發表新聞公告說，在該國里海沿岸的水禽中檢測出了首例H5N1型禽流感病毒。
2月11日，義大利衛生部長證實，該國境內近日不明原因死亡的10多隻天鵝中有數只感染了首例H5N1型禽流感病毒。歐盟設在英國的禽流感中央參考實驗室確診，3日在保加利亞西北部維丁大區發現的天鵝死于該國首例H5N1型禽流感病毒。歐盟設在英國的參考實驗室檢驗確認，希臘城市塞薩洛尼基發現的３只死亡野天鵝，均感染了H5N1型禽流感病毒，為該國首例。
2月14日，伊朗政府官員證實，該國里海海岸發現135只死於H5N1型禽流感的野天鵝，為首例。德國農業部宣佈該國兩隻死天鵝的H5N1檢測呈陽性，這些死天鵝是在波羅的海沿岸的呂根島發現的，為首例。奧地利衛生部官員說，在境內的2只死天鵝身上發現高致命性禽流感病毒H5N1，為首例。
2月15日，俄羅斯聯邦獸醫和植物衛生監督局證實，達吉斯坦共和國沙姆哈爾村一養雞場3萬多隻雞因感染H5N1而大量死亡。
2月16日，斯洛文尼亞宣佈，第二大城市馬里博爾發現的1只野天鵝是死于高致病性H5N1型禽流感病毒，為首例。
2月17日，世界衛生組織東地中海地區顧問說，埃及中部的開羅、吉薩以及南部的明亞3個地區首次發現感染H5N1型禽流感病毒的死鳥。
2月18日，印度中央政府負責畜牧業的部門說，境內首次發現因感染H5N1型禽流感病毒而死亡的家禽，疫區位於中西部馬哈拉斯特拉邦嫩杜巴爾區的一個村莊農場。法國農業部宣佈，在安省發現的一隻死鴨被證實感染了H5N1型高致病性禽流感病毒，為首例。
2月19日，羅馬尼亞確認，在黑海之濱的訥沃達裏市和該市以南數十公里的圖茲拉村出現的禽流感疫情，為高致病性H5N1型禽流感。義大利衛生部稱，中部翁布裏亞的特拉西梅諾湖附近發現的一隻死亡野鴨在H5N1型禽流感病毒檢測中呈陽性反應。
2月20日，馬來西亞農業和農用工業部確認，上周在吉隆玻郊外死亡的40只雞感染了H5N1型禽流感病毒。
2月21日，克羅地亞農林水利部證實，在海濱旅遊城市斯普利特附近的契奧夫島上發現的一隻天鵝感染高致病性H5N1型禽流感。希臘在北方四個州的野天鵝屍體中又發現了7例H5N1型高致病性禽流感病毒案例。
2月25日，法國農業部宣佈，兩天前在安省一家火雞養殖場內發現的疫情，經確認屬於H5N1。
2月27日，阿塞拜疆禽流感防治委員會宣佈，離首都巴庫不遠的一家私營禽類加工廠的雞當天被證實感染了H5N1型禽流感病毒。世界動物衛生組織官員證實，西非國家尼日爾首次發現H5N1疫情。波黑國家獸醫局長宣佈，中部城市亞伊采附近的普利夫斯科湖兩隻死亡天鵝感染了H5N1型禽流感病毒。這是波黑首次發現此病毒。
3月1日，德國在一隻死貓體內檢測到H5N1病毒。瑞士聯邦獸醫局宣佈，不久前在日內瓦萊蒙湖中發現的死亡秋沙鴨感染了H5N1型禽流感病毒。這是該國首次發現這一病毒。
3月4日，羅馬尼亞衛生部門證實，東部布澤烏市中心地帶一周前發現的一隻野鵝死於H5N1型禽流感。
3月5日，波蘭獸醫部門說，首次出現H5N1感染病例，即北部的托倫市兩天前發現的一隻死天鵝。倫敦實驗室表明，幾天前在格魯吉亞阿紮爾自治共和國境內死亡的野天鵝體內含有H5N1型高致命性禽流感病毒，為首例。
3月8日，阿爾巴尼亞農業部發表聲明，證實境內發現了首例H5N1型禽流感病例，即海濱城市薩蘭達附近發現的死亡母雞。
3月9日，德國官員說，北部呂根島一隻石貂被證實感染了H5N1型禽流感病毒。塞黑塞爾維亞共和國農林水利部發佈公告說，證實松博爾地區的巴奇基莫諾什托爾村發現的一隻死天鵝感染了H5N1型禽流感病毒。這是塞黑境內首次發現這一病例。
3月11日，喀麥隆政府宣佈，北部一家農場飼養的鴨子被檢測出帶有H5N1型禽流感病毒，這是該國首次發現這種病毒。
3月13日，聯合國糧農組織公佈說，緬甸國內發現第一例H5N1疫情。3月初，曼德勒地區112只雞先後死亡，衛生部門對這批死雞進行了檢疫，發現了這種病毒。瑞士聯邦獸醫局說，日前又有兩起H5N1疫情，分別發生在北部的施泰克博恩和中部的福伊爾塔倫。
3月15日，瑞典國家農業委員會官員證實，東南部兩隻野生鴨子感染首例H5N1型禽流感病毒。
3月16日，聯合國糧農組織證實，阿富汗首次發現了H5N1型高致病性禽流感病毒。接受檢測的家禽樣本來自首都喀布爾和東部城市賈拉拉巴德。丹麥獸醫和食品署發表聲明說，新的檢驗結果顯示在哥本哈根以南85公里的西蘭島的海灘上發現的1只死亡野禽感染了高致病性H5N1型禽流感病毒。這是丹麥首次確認發現H5N1型禽流感病毒。
3月17日，以色列官員表示，在靠近加沙地帶的兩個農場首次發現了H5N1型高致病性禽流感病毒。波蘭證實，在西北部城市比得哥什死亡的兩隻野天鵝攜帶有H5N1型高致病性禽流感病毒。
3月20日，哈薩克斯坦衛生部長說，日前在西部曼吉斯套州里海沿岸發現的一隻死天鵝為H5N1病毒所致。
3月21日，巴基斯坦食品農牧部發表聲明確認該國首例H5N1疫情。感染在2月27日西北邊境省內阿博塔巴德和查薩達的兩個養雞場的家禽中發生。
3月22日，阿爾巴尼亞農業部證實，日前在首都地拉那附近一村莊發現的死雞攜帶H5N1型高致病性禽流感病毒。
3月24日，約旦衛生大臣宣佈，經實驗室檢測，23日在北部城市阿傑隆發現的死亡禽類被確認攜帶H5N1型高致病性禽流感病毒。這是約旦確認的首例禽流感病例。
3月29日，捷克國家獸醫管理局官員宣佈，在南捷克州發現的死天鵝身上帶有H5N1型高致病性禽流感病毒。這是該國首例H5N1禽類病例。
4月3日，伯基納法索動物資源部長宣佈該國首例H5N1疫情。首都瓦加杜古郊區一個農場的3只家禽感染了這一病毒。伯基納法索成為繼尼日利亞、尼日爾、埃及和喀麥隆之後第五個發生H5N1疫情的非洲國家。
4月5日，德國薩克森州社會部發言人證實，該州發現家禽感染H5N1型禽流感病毒的病例，這是德國首次發現家禽感染此病。疫點是位於萊比錫市以東的韋爾姆斯多夫一個養殖場。
4月6日，英國蘇格蘭地方政府確認，此前在愛丁堡以北法夫郡發現的死天鵝是因感染了H5N1型高致病性禽流感病毒死亡的。
4月10日，克羅地亞農業部發言人宣佈，不久前在首都札格拉布西南薩瓦河畔發現的一隻死亡天鵝已被證實感染了H5N1型禽流感病毒。這是札格拉布地區首次發現H5N1型禽流感病例。
4月19日，中國國家禽流感參考實驗室在錦州市送檢的1只死亡喜鵲和盤錦市送檢的1只死亡野鴨體內分離到H5N1亞型高致病性禽流感病毒。
4月26日，世界動物衛生組織宣佈，科特迪瓦發現2處H5N1型高致病性禽流感疫情，成為第六個出現禽流感疫情的非洲國家。
5月5日，中國農業部宣佈，青海省玉樹藏族自治州玉樹縣濕地發生野生鳥類H5N1禽流感。
5月10日，波蘭動物檢疫總局專家說，中部羅茲市確認了一例H5N1型高致病性禽流感病例。
5月19日，伯基納法索動物資源部部長宣佈，該國發現了3處新的H5N1型高致病性禽流感疫點：瓦加杜古市第2區、博博迪烏拉索市第20區及薩布市。
5月24日，中國農業部新聞辦公室發佈消息稱，近期青海省果洛藏族自治州和西藏那曲地區先後發生候鳥死亡，已從死亡候鳥樣品中分離出H5N1高致病性禽流感病毒。
6月7日，中國農業部新聞辦公室稱，新疆維吾爾自治區和田縣布紮克鄉塔爾什力克農場發生H5N1亞型禽流感。
6月19日，中國國家禽流感參考實驗室確診山西省長子縣南川莊村出現H5N1亞型高致病性禽流感疫情。
6月29日，中國國家禽流感參考實驗室在寧夏回族自治區中衛市城區宣和鎮送檢病料中分離到H5N1禽流感病毒。
7月7日， 西班牙農業部宣佈，該國北部一隻野生水鳥被證實感染了H5N1型禽流感病毒。這是西班牙首次發現這種禽流感。
8月12日，柬埔寨農業部證實，波蘿勉省1000多隻鴨子近日因感染H5N1病毒死亡。
8月14日，中國國家禽流感參考實驗室在湖南省長沙市開福區送檢的死亡雛鴨樣品中分離出H5N1禽流感病毒。
9月29日，中國國家禽流感參考實驗室確診，內蒙古自治區包頭市九原區興勝鎮新城村發生一起H5N1亞型高致病性禽流感疫情，共死亡家禽985只。
10月3日，中國國家禽流感參考實驗室確診，寧夏回族自治區銀川市西夏區賀蘭山農牧場河南新村發生一起H5N1亞型高致病性禽流感疫情，共死亡家禽1000只。
11月25日，韓國農林部確認全羅北道益山市一家種雞場發現H5N1型高致病性禽流感病毒。
12月20日，越南農業與農村發展部確認，金甌省和薄寮省出現了H5N1疫情，有數千隻家禽因此死亡。

#### 2007年
1月12日，越南農業和農村發展部獸醫局說，南部永隆省平明縣順安社一戶家庭飼養的20只雞突然死亡，其樣本經H5N1型禽流感病毒檢驗結果呈陽性。
1月14日，越南朔莊省獸醫部門表示，美秀縣美香社134只鴨子的樣本經H5N1型禽流感病毒檢驗結果呈陽性。
1月15日，泰國禽畜防疫局局長說，彭世洛府首府區派春蓬鄉一家農場的鴨群中發生了H5N1禽流感疫情。
1月16日，日本農林水產省說，宮崎縣宮崎郡清武町“穀口孵化場黑阪農場”暴發的疫情由高致病性H5N1型禽流感病毒引發。
1月17日，香港漁農自然護理署說，一隻在石硤尾發現的鳳頭鷹屍體證實對H5N1禽流感病毒測試呈陽性反應。
1月23日，泰國禽畜開發司說，廊開府西清邁縣發現的236只死蛋雞被確認感染了H5N1型高致病性禽流感病毒。
1月29日，香港漁農自然護理署表示，在荃灣柴灣角街撿獲的遊隼和在深水埗怡閣苑撿獲的家鴉證實對H5N1禽流感病毒測試呈陽性反應。 
2月1日，泰國官員說，中部紅統府發現的10只死肉雞感染了H5N1型高致病性禽流感病毒。
2月3日，日本動物衛生研究所得出的檢測結果顯示，宮崎縣兒湯郡新富町某農場的疫情為H5N1型高致病性禽流感病毒所導致。歐盟委員會確認，導致英國薩福克郡一家農場2600多隻火雞死亡的是H5N1型高致病性禽流感病毒。這是英國首次在家禽中發現此病毒。
2月5日，俄羅斯負責衛生防疫的政府部門表示，克拉斯諾達爾邊疆區庫班地區死亡的45只家禽被證實感染H5N1型禽流感病毒。
2月6日，巴基斯坦動物管理專員證實，拉瓦爾品第市一戶人家的雞群和曼塞赫拉市的一群孔雀中發現了H5N1型高致病性禽流感病例。
2月10日，巴基斯坦官員證實，伊斯蘭堡一農戶飼養的雞和孔雀送檢樣本中，被檢驗出含有H5N1型高致病性禽流感病毒。
2月16日，俄羅斯總防疫師證實，莫斯科市郊一農戶家死亡的家禽體內攜帶有H5N1型高致病性禽流感病毒。
2月21日，巴基斯坦官員說，伊斯蘭堡馬加拉山動物園有24只禽鳥因感染H5N1型禽流感病毒死亡。
2月28日，緬甸畜牧水產部通報，仰光市馬揚貢鎮區一家養雞場的死雞身上檢測出H5N1型禽流感病毒。
3月1日，越南農業和農村發展部獸醫局說，永隆省茶溫縣泰和社一戶家庭飼養的20只鴨子死於H5N1禽流感。
3月7日，越南農業和農村發展部獸醫局表示，河內市東英縣金終社兩戶農家的死雞樣本證實感染了H5N1型高致病性禽流感病毒。
3月10日，越南農業和農村發展部獸醫局確認，芹苴市紅旗縣東協社一戶農家的死鴨樣本證實感染了H5N1型高致病性禽流感病毒。
3月19日，泰國禽畜開發司說，穆達漢府一家農場的一批小雞死亡，是因為感染了H5N1型高致病性禽流感病毒。
3月21日，科威特衛生部門確認，南部一個家禽飼養場內的兩隻火雞和一隻幼雞感染了H5N1型禽流感病毒。
3月31日，越南農業和農村發展部獸醫局表示，金甌省陳文泰縣慶平東社兩戶農家的死鴨感染了H5N1型高致病性禽流感病毒。
5月19日，中國農業部新聞辦公室說，湖南省益陽市桃江縣浮邱山鄉石跡坪村的雛番鴨發生一起H5N1亞型高致病性禽流感疫情。
5月23日，越南農業和農村發展部獸醫局確認，同塔省塔梅縣一戶農家飼養的1600只鴨子暴發H5N1流感。
5月25日，越南農業和農村發展部獸醫局確認，海防市建瑞縣一個農戶飼養的320只鴨子和北江省安勇縣一個農戶飼養的970多隻家禽暴發H5N1流感。
5月26日，巴基斯坦聯合通訊社援引政府的話說，伊斯蘭堡郊區的5個養雞場檢測出H5N1型禽流感病毒。
5月31日，越南農業和農村發展部獸醫局宣佈，廣南省濰川縣一農戶的病鴨樣本證實感染了H5N1型高致病性禽流感病毒。
6月1日，香港特區政府漁農自然護理署表示，在旺角撿獲的一隻椋鳥屍體，證實對H5N1禽流感病毒測試呈陽性反應。
6月4日，越南農業和農村發展部獸醫局通報說，太平省太瑞縣一農戶飼養的家禽感染了H5N1型高致病性禽流感病毒。
6月6日，馬來西亞衛生官員說，雪蘭莪州一村莊內發現的兩隻死雞感染了高致病性H5N1型禽流感病毒。
6月14日，越南農業和農村發展部獸醫局表示，河靜省祿河縣一農戶的350只死鴨感染了H5N1型高致病性禽流感病毒。
6月16日，越南農業和農村發展部獸醫局宣佈，高平省通農縣一農戶的43只死雞和44只死鴨感染了H5N1型高致病性禽流感病毒。
6月21日，捷克國家獸醫管理局官員宣佈，東波西米亞地區一個養雞場的1800只死禽感染了H5N1型禽流感病毒。這是該國首次在家禽中發現H5N1型禽流感病毒。
6月22日，多哥農業、畜牧業和漁業部長宣佈，洛美以東約45公里處的一個農場出現了H5N1型禽流感病毒，成為第7個發現H5N1型禽流感病毒的西非國家。
6月25日，德國消費者權益保護、食品和農業部官員說，巴伐利亞州的紐倫堡地區已有5只死天鵝和一隻死大雁被檢測出感染了H5N1型高致病性禽流感病毒。
6月26日，德新社援引薩克森州衛生部門發言人的話說，弗羅堡市發現的3只死天鵝死於H5N1型高致病性禽流感病毒。
6月27日，捷克獸醫部門確認，東波西米亞地區諾林村的一家養雞場有約60只感染了H5N1型禽流感病毒。
7月5日，法國農業部宣佈，在摩澤爾省發現的3只野天鵝死於H5N1型高致病性禽流感病毒。德國衛生部門宣佈，圖林根州與薩克森-安哈爾特州交界的一個人工湖附近有38只野鳥被證實感染H5N1型高致病性禽流感病毒。
7月7日，德國媒體報導說，圖林根州維克斯多夫村發現的一隻死亡家鵝被證實感染了H5N1型高致病性禽流感病毒。
7月11日，越南農業和農村發展部獸醫局通報說，奠邊省奠邊縣的清安、清興和清昌3個社6戶家庭飼養的鴨子中約500只死亡，確認攜有H5N1型高致病性禽流感病毒。金甌省一農戶的9只病鴨感染了H5N1型禽流感病毒。捷克國家獸醫管理局說，又在兩家家禽養殖場發現H5N1型高致病性禽流感病毒。
7月24日，越南農業和農村發展部獸醫局確認，廣平省麗水縣一農戶飼養的鴨子中約220只死亡，證實感染了H5N1型高致病性禽流感病毒。
7月31日，法國農業部宣佈，東北部發現的2只死亡野天鵝被證實感染了H5N1型禽流感病毒。
8月11日，多哥國家電視臺報導說，洛美以東幾個地區的農場發現感染H5N1型禽流感病毒而死的家禽。
8月25日，德國媒體報導，巴伐利亞州瓦亨羅特的一家農場的死鴨感染了H5N1型高致病性禽流感病毒。越南農業和農村發展部獸醫局確認，太原省普安縣順成鄉一農戶的病禽和同塔省一農戶的死雞感染了H5N1型高致病性禽流感病毒。
8月28日，越南農業和農村發展部獸醫局確認，茶榮省茶句縣福興社一農戶的死鴨感染了H5N1型禽流感病毒。
9月17日，中國農業部新聞辦公室發佈消息，廣東省廣州市番禺區的疫情確診為H5N1亞型禽流感。

#### 2008年
6月7日，香港食物及衛生局局長周一嶽公佈，漁農自然護理署在他們的禽流感監測工作中，發現深水埗保安道街市三個雞檔的雞籠抽取的 20個環境樣本中，有五個樣本經測試後發現含有H5N1禽流感病毒。即日起暫停進口內地雞隻到港，本地家禽農場同時暫停農場出口雞隻。

#### 2020年
1月30日，據世界動物衛生組織（OIE）的報告，丹麥王國北日德蘭大區奧爾堡自治市發生H5N1亞型疫情。該疫情首見時間1月27日，確診時間1月29日，於1月30日上報OIE。當前尚未查明疫情來源，疫情狀態為“Continuing (or date resolved not provided)”，即仍在持續發展中或未提供疫情結束時間。丹麥方面報告稱或有48000只禽類受到影響，並且將對可能受到影響的禽類採取撲殺、消毒等措施進行控制。
2月1日，中華人民共和國湖南省邵阳市双清区一养殖户饲养的肉鸡发生H5N1亚型疫情。养殖户存栏肉鸡7850只，发病死亡4500只。疫情发生后，当地扑杀家禽17828只。

## H5N1病毒在人類的感染

### 傳播及病症
H5N1病毒從鳥直接傳到人的首次病例是於1997年在香港發現。迄今（2005年10月24日），絕大多數的人類感染病例都直接來自鳥，只有個別的病例被認為是來自被感染的人，不過H5N1病毒尚未能在人與人之間建立持續的傳播鏈。
傳播途徑主要有下列兩種：
1. 通過生禽或其污染物直接傳到人
2. 通過中間宿主（如：豬）傳到人

### 在全球的擴散
甲型流感H5N1亞型在人類感染確診病例統計（資料來源：世界衛生組織（页面存档备份，存于）；截止：2014年7月27日；僅限實驗室證實的病例。）

| 國家或地區     | 國家或地區 | 發病日期 | 發病日期 | 發病日期 | 發病日期 | 發病日期 | 發病日期 | 發病日期 | 發病日期 | 發病日期 | 發病日期 | 發病日期 | 發病日期 | 發病日期 |
| -------------- | ---------- | -------- | -------- | -------- | -------- | -------- | -------- | -------- | -------- | -------- | -------- | -------- | -------- | -------- |
| 國家或地區     | 國家或地區 | 2003年   | 2004年   | 2005年   | 2006年   | 2007年   | 2008年   | 2009年   | 2010年   | 2011年   | 2012年   | 2013年   | 2014年   | 合計     |
| 阿塞拜疆       | 病例       | 0        | 0        | 0        | 8        | 0        | 0        | 0        | 0        | 0        | 0        | 0        | 0        | 8        |
| 阿塞拜疆       | 死亡       | 0        | 0        | 0        | 5        | 0        | 0        | 0        | 0        | 0        | 0        | 0        | 0        | 5        |
| 孟加拉         | 病例       | 0        | 0        | 0        | 0        | 0        | 1        | 0        | 0        | 2        | 3        | 1        | 0        | 7        |
| 孟加拉         | 死亡       | 0        | 0        | 0        | 0        | 0        | 0        | 0        | 0        | 0        | 0        | 1        | 0        | 1        |
| 哥伦比亚       | 病例       | 0        | 0        | 4        | 2        | 1        | 1        | 1        | 1        | 8        | 3        | 26       | 9        | 56       |
| 哥伦比亚       | 死亡       | 0        | 0        | 4        | 2        | 1        | 0        | 0        | 1        | 8        | 3        | 14       | 4        | 37       |
| 加拿大         | 病例       | 0        | 0        | 0        | 0        | 0        | 0        | 0        | 0        | 0        | 0        | 1        | 0        | 1        |
| 加拿大         | 死亡       | 0        | 0        | 0        | 0        | 0        | 0        | 0        | 0        | 0        | 0        | 1        | 0        | 1        |
| 中国           | 病例       | 1        | 0        | 8        | 13       | 5        | 4        | 7        | 2        | 1        | 2        | 2        | 2        | 47       |
| 中国           | 死亡       | 1        | 0        | 5        | 8        | 3        | 4        | 4        | 1        | 1        | 1        | 2        | 0        | 30       |
| 吉布提         | 病例       | 0        | 0        | 0        | 1        | 0        | 0        | 0        | 0        | 0        | 0        | 0        | 0        | 1        |
| 吉布提         | 死亡       | 0        | 0        | 0        | 0        | 0        | 0        | 0        | 0        | 0        | 0        | 0        | 0        | 0        |
| 埃及           | 病例       | 0        | 0        | 0        | 18       | 25       | 8        | 39       | 29       | 39       | 11       | 4        | 3        | 176      |
| 埃及           | 死亡       | 0        | 0        | 0        | 10       | 9        | 4        | 4        | 13       | 15       | 5        | 3        | 3        | 63       |
| 印度尼西亚     | 病例       | 0        | 0        | 20       | 55       | 42       | 24       | 21       | 9        | 12       | 9        | 3        | 2        | 197      |
| 印度尼西亚     | 死亡       | 0        | 0        | 13       | 45       | 37       | 20       | 19       | 7        | 10       | 9        | 3        | 2        | 165      |
| 伊拉克         | 病例       | 0        | 0        | 0        | 3        | 0        | 0        | 0        | 0        | 0        | 0        | 0        | 0        | 3        |
| 伊拉克         | 死亡       | 0        | 0        | 0        | 2        | 0        | 0        | 0        | 0        | 0        | 0        | 0        | 0        | 2        |
| 老挝           | 病例       | 0        | 0        | 0        | 0        | 2        | 0        | 0        | 0        | 0        | 0        | 0        | 0        | 2        |
| 老挝           | 死亡       | 0        | 0        | 0        | 0        | 2        | 0        | 0        | 0        | 0        | 0        | 0        | 0        | 2        |
| 缅甸           | 病例       | 0        | 0        | 0        | 0        | 1        | 0        | 0        | 0        | 0        | 0        | 0        | 0        | 1        |
| 缅甸           | 死亡       | 0        | 0        | 0        | 0        | 0        | 0        | 0        | 0        | 0        | 0        | 0        | 0        | 0        |
| 尼日利亚       | 病例       | 0        | 0        | 0        | 0        | 1        | 0        | 0        | 0        | 0        | 0        | 0        | 0        | 1        |
| 尼日利亚       | 死亡       | 0        | 0        | 0        | 0        | 1        | 0        | 0        | 0        | 0        | 0        | 0        | 0        | 1        |
| 巴基斯坦       | 病例       | 0        | 0        | 0        | 0        | 3        | 0        | 0        | 0        | 0        | 0        | 0        | 0        | 3        |
| 巴基斯坦       | 死亡       | 0        | 0        | 0        | 0        | 1        | 0        | 0        | 0        | 0        | 0        | 0        | 0        | 1        |
| 泰国           | 病例       | 0        | 17       | 5        | 3        | 0        | 0        | 0        | 0        | 0        | 0        | 0        | 0        | 25       |
| 泰国           | 死亡       | 0        | 12       | 2        | 3        | 0        | 0        | 0        | 0        | 0        | 0        | 0        | 0        | 17       |
| 土耳其         | 病例       | 0        | 0        | 0        | 12       | 0        | 0        | 0        | 0        | 0        | 0        | 0        | 0        | 12       |
| 土耳其         | 死亡       | 0        | 0        | 0        | 4        | 0        | 0        | 0        | 0        | 0        | 0        | 0        | 0        | 4        |
| 越南           | 病例       | 3        | 29       | 61       | 0        | 8        | 6        | 5        | 7        | 0        | 4        | 2        | 2        | 127      |
| 越南           | 死亡       | 3        | 20       | 19       | 0        | 5        | 5        | 5        | 2        | 0        | 2        | 1        | 2        | 64       |
| 總計           | 病例       | 4        | 46       | 98       | 115      | 88       | 43       | 73       | 48       | 62       | 32       | 39       | 18       | 667      |
| 總計           | 死亡       | 4        | 32       | 43       | 79       | 59       | 33       | 32       | 24       | 34       | 20       | 25       | 8        | 393      |
| 死亡率：58.92% |            |          |          |          |          |          |          |          |          |          |          |          |          |          |

#### 1997年至2005年
1997年香港爆發H5N1禽流感時，亦首次報告了H5N1感染人類的病例，共有18人感染，6人死亡。
2003年2月，一個香港家庭的兩名成員到中國福建旅行返回後，發現感染H5N1病毒，其中一人康復，另一人死亡。他們在何地並如何感染到H5N1病毒沒有被確定。該家庭的另一名成員在中國大陸因呼吸道疾病死亡，沒有檢測是否曾感染H5N1病毒。
2003年12月，H5N1病毒感染人的病例在越南及泰國被報告。截至2005年10月24日，全世界已向世界衛生組織報告121例人感染病例，其中62例死亡，死亡率超過50%；這些報告病例都發生在越南、泰國、印度尼西亞、柬埔寨四個東南亞國家。
2005年11月14日印度尼西亞證實，一名16歲少年感染H5N1，另兩少女死於疑似症狀。
2005年11月17日，中國衛生部向世界衛生組織證實了中國大陸的兩例人類H5N1病例。其中一例是湖南湘潭市湘潭縣的一位9歲賀姓男孩，他於10月17日因呼吸道症狀住院，後來康愈出院；另一例是安徽安慶市樅陽縣的一位24歲從事養禽業的周姓女子，她於11月1日出現症狀、於11月7日因重症肺炎住院，並在11月10日死亡。北京的中國疾病預防控制中心檢測並確診了H5N1病毒。另外，湖南還有兩例疑似病例。第一例是上述賀姓男孩的12歲姐姐，她於10月16日住院並於次日因重症雙側肺炎及急性呼吸窘迫綜合症死亡。由於病人隨即被火化，沒有足夠的樣品用來測定是否是H5N1病例。另一例是一位36歲男教師，他於10月24日因肺炎住院，但調查結果不明朗。
2005年11月24日，中國衛生部證實了另一例人類H5N1死亡病例。她是安徽休寧縣的一位35歲許姓務農女子，她於11月11日出現症狀、於11月15日住院，並在11月22日死亡。這是中國大陸的第三例病例、第二例死亡。
2005年12月3日，世界衛生組織化驗確認又有一名印尼人因H5N1死亡，是一位25歲女性。
2005年12月6日，中國衛生部通報，經中國疾病預防控制中心對患者標本檢測，廣西壯族自治區資源縣發現一10歲女童感染H5N1。這名患者是一位姓唐的學生，11月23日發病，臨床有發熱、肺炎表現。
2005年12月9日，泰國衛生官員證實，一名五歲男童死於H5N1。這名男童住在中部坤西育府，家人飼養雞只。
2005年12月15日晚，中國衛生部通報，江西省遂川縣發現一例人感染H5N1病例。患者郭某某，男35歲，個體小商販，江西省遂川縣人，12月4日發病，臨床有發熱、肺炎表現。12月29日，中國衛生部通報，福建省三明市確診一例人感染H5N1病例。患者周某，女，41歲，福建省三明市一工廠工人。12月6日發病，12月8日住院治療，臨床有發熱、肺炎表現，12月21日死亡。

#### 2006年
2006年1月6日，土耳其衛生部表示，實驗室結果表明，分別於1日與5日死亡的一對該國姐弟感染了H5N1病毒。另外兩例H5N1感染者分別是5歲和8歲的兒童。
1月9日，中國衛生部通報，湖南省桂陽縣確診一例人感染H5N1病例。患者歐陽某，男，6歲，2005年12月24日發病。患者發病前，家中曾出現病死家禽。
1月11日，中國衛生部通報，兩名感染了H5N1的中國患者死亡。兩名死者是一名10歲的廣西女孩和一名35歲的江西男子。
1月14日，印尼衛生部官員證實，經世界衛生組織化驗確認，本周早些時候在雅加達一家醫院去世的一名29歲該國婦女死于H5N1。
1月18日，中國衛生部通報，四川省簡陽市確診一例人感染H5N1病例。患者是周家鄉35歲的魏某某。1月3日發病，1月10日住院治療，臨床有發熱、肺炎表現，經搶救無效於1月11日死亡。
1月21日，世界衛生組織位於香港的實驗室確認，兩名印尼兒童前周死亡的原因確系來自H5N1型禽流感病毒。死亡的兩名兒童一個是4歲的男孩，另一個是他13歲的姐姐，他們居住在距離首都雅加達大約175公里的西爪哇南安由地區。
1月23日，中國衛生部通報，四川省成都市確診一例人感染H5N1病例。患者曹某，女，29歲，金花鎮農貿市場幹雜店個體戶。患者１月12日發病，臨床有發熱、肺炎表現。
1月30日，世界衛生組織在英國的合作實驗室新證實8例土耳其H5N1患者，其中兩人死亡。伊拉克衛生部證實，境內已發現首例H5N1死亡病例。死者是一名叫卡迪爾的14歲女孩，1月17日死於北部庫爾德地區蘇萊曼尼耶一家醫院內。
2月4日，印尼衛生部說，世界衛生組織認可的一家香港實驗室發現，印尼新增4例人H5N1病例，其中2人已死亡。新發現的死亡者分別是一名雞販，現年22歲，男性，來自首都雅加達，上月底死亡。另一名死者是一名15歲少年，本周死亡。兩名健在的患者，是一名男童和一名女童，均為5歲。
2月8日，中國衛生部通報，福建省確診一例人感染H5N1病例。患者是林某某，女，26歲，農民，漳浦縣人。患者1月10日發病，臨床有發熱、肺炎表現。
2月10日，中國衛生部通報，湖南省確診1例人感染H5N1病例。患者是龍某某，女，20歲，農民，綏甯縣人。患者1月27日發病，臨床有發熱、肺炎表現，因病情迅速加重，經搶救無效，於2月4日死亡。
2月12日，印尼衛生部官員說，經世界衛生組織設在中國香港的實驗室檢測確認，又有兩名印尼女性死於禽流感。兩名患者年齡分別為22歲、27歲，均來自雅加達東部小鎮勿加泗。她們先後於9日和10日死亡。
2月18日，印尼表示，該國一名23歲的男性死者被證實死於H5N1。
2月25日，中國衛生部通報，浙江省和安徽省分別確診一例人感染H5N1病例。浙江省安吉縣9歲學生有某，於2月10日發病。另一例患者是安徽省潁上縣26歲農民王某某，於2月11日發病。印尼衛生部又確認一人感染H5N1病毒而死。死者尤麗雅是家庭主婦，二十七歲。
3月2日，世界衛生組織在其網站上發表新聞公報，證實伊拉克出現第二例人感染H5N1死亡病例。一名39歲的該國人1月死於這種病。這名男子是此前已被證實1月17日死於H5N1的該國女孩的叔叔。
3月5日，中國衛生部通報，廣東省確診一例人感染H5N1病例。患者勞某某，男，32歲，無業，廣州戶籍。患者2月22日發病，病情進展迅速，經搶救無效於3月2日死亡。
3月6日，浙江省2月25日確診的H5N1病人有某因病情惡化，經全力搶救無效死亡。
3月10日，印尼衛生部公佈消息稱，2月28日在中爪哇省死亡的一名3歲男童，已通過世界衛生組織的檢查被確診為H5N1型高致病性禽流感。世界衛生組織設在中國香港的實驗室也證實，一名12歲印尼女孩最近死于H5N1型禽流感。
3月21日，世界衛生組織透露，阿塞拜疆有7人感染H5N1禽流感病毒，5人死亡。死者中4人來自東南部的薩延地區，另1人來自西部塔特爾。
3月24日，柬埔寨衛生部和世界衛生組織發表聯合聲明證實，一名該國3歲女童死於H5N1型禽流感病毒。這名女童來自首都金邊西南約60公里的磅士卑省一村莊。她於14日出現發熱症狀，20日病情加重被送到金邊一家醫院救治，21日死亡。中國衛生部通報，上海市確診一例人感染H5N1病例。患者李某某，女，29歲，外地到上海務工人員。13日發病，臨床有發熱、肺炎表現，因病情加重，經搶救無效，於21日死亡。
3月31日，印尼衛生部官員證實，又有一名1歲的雅加達女嬰死於H5N1。
4月3日，世界衛生組織確認，埃及有四人感染H5N1病毒，其中兩人死亡，兩人已痊癒出院。
4月5日，柬埔寨衛生部傳染病預防中心說，當天又有一名兒童被證實因感染H5N1病毒而死亡，使該國死於此病的人數增至6人。這名12歲男童來自金邊東南約90公里的波籮勉省，一周前出現發燒和呼吸道感染等症狀，其父母說他患病前曾接觸過死亡的家禽。
4月11日，世界衛生組織追認一例阿塞拜疆H5N1感染病例，一名17歲女孩在3月11日發病但已痊癒，她來自薩利亞內區的Daikyand居民點。
4月12日，印尼衛生部已確認第31例人感染H5N1禽流感病毒病例。該病例發生於在西爪哇作為家禽飼養者雇用的1名23歲男子。他於3月20日出現症狀，並且自那時以來已完全恢復。
4月18日，中國衛生部通報，湖北省確診一例人感染H5N1病例。患者賴某某，男，21歲，外地到武漢務工人員。4月1日發病，臨床有發熱、肺炎表現。患者于19日死亡。
4月19日，印尼衛生部確認該國第32例人感染H5N1禽流感病毒病例。該病例發生於大雅加達附近Tangerang 1名24歲男子。他於3月29日出現症狀，4月5日住院，並於4月8日死亡。
4月21日，世界衛生組織確認，埃及有12例感染，有4名患者死亡。
4月27日，中國衛生部通報，四川省確診一例人感染H5N1病例。患者孫某，女，8歲，遂宁市唐家鄉人，學生。4月16日發病，臨床有發熱、肺炎表現。
5月4日，埃及衛生和人口部發言人說，一名27歲的婦女因感染H5N1型禽流感病毒當天在開羅的一家醫院死亡，死者是埃及迄今發現的第13例人感染H5N1病例。
5月8日，印尼衛生部已確認該國第33例人感染H5N1禽流感病毒病例。該致命病例發生於大雅加達一名30歲男子。他於4月17日出現症狀，4月21日住院並於4月26日死亡。
5月12日，世界衛生組織證實，吉布提出現一例人感染H5N1型高致病性禽流感病毒的病例。該患者是一名2歲的女嬰，居住在吉布提和索馬里邊境附近的一個村落，她在4月23日出現感染禽流感病毒的症狀。
5月18日，世界衛生組織東地中海辦事處官員宣佈，一名75歲的埃及老婦當天死於H5N1型禽流感，這是該國第六個人感染禽流感死亡病例。死者名叫宰奈白·穆罕默德，來自距首都開羅220公里的明亞省。印尼衛生部確認7例人感染H5N1禽流感病毒病例，其中6例死亡。一名38歲婦女的致命病例發生於東爪哇泗水市。她於5月2日出現症狀，5月7日住院，並於5月12日死亡。其餘6例來自北蘇門答臘Karo縣Kubu Sembelang村，為一個大家庭的成員。
5月19日，印尼衛生部又確認了一例人類感染H5N1禽流感病毒病例。患者是來自東雅加達貝克西的一名12歲男孩。他於5月7日住院並於5月13日死亡。
5月23日，印尼衛生部已確認另1例人感染H5N1型禽流感病毒病例。該病例發生於1名32歲男子。他於5月15日出現症狀並於5月22日死亡。該病例為北蘇門答Karo縣Kubu Sembelang村家庭病例群集的一部分。
5月29日，印尼衛生部已確認另6例人感染H5N1禽流感病毒病例，其中3例死亡。一例為東爪哇省一名18歲男子。他於5月6日出現症狀並於5月17日住院。另外2例發生於西爪哇萬隆的一名10歲女童及其18歲哥哥。這2名兒童均于5月16日出現症狀，5月22日住院，並於5月23日死亡。另一例發生於西雅加達一名39歲男子。他於5月9日出現症狀，5月16日住院，並於5月19日死亡。其餘2名患者為南雅加達一名43歲男子，他於5月6日出現症狀，以及西蘇門答臘一名15歲女孩，她于5月17日出現症狀。
6月4日，印尼衛生官員說，該國一名15歲男性少年5月30日死於H5N1禽流感。這位少年來自西爪哇省打橫市。
6月15日，印尼衛生部確認該國第50例人感染H5N1禽流感病毒。該病例發生于萬丹省坦格朗區1名7歲女童。她於5月26日出現症狀，5月30日住院，並於6月1日死亡。中國衛生部通報，廣東省確診一例人感染H5N1病例。患者江某某，男，31歲，外地到深圳務工人員。6月3日發病，臨床有發熱、肺炎表現。
6月20日，印尼衛生部確認該國第51例人感染H5N1禽流感病毒病例。南雅加達一名13歲男童於6月9日出現症狀，6月13日住院並於6月14日死亡。
7月4日，印尼衛生部確認該國第52例人感染H5N1禽流感病毒病例。東爪哇省圖隆阿貢縣一名5歲男童於6月8日患病，6月14日住院，並在兩天后於6月16日死亡。
7月14日，印尼衛生部確認該國第53例人感染H5N1禽流感病毒病例。病例發生於雅加達郊區一名3歲女童。她於6月23日患病，7月5日住院，並於第二天死亡。
7月20日，印尼衛生部確認該國第54例人感染H5N1禽流感病毒病例。該病例發生於雅加達省東雅加達一名44歲男子。他於6月24日出現症狀，7月10日住院，並於7月12日死亡。
7月26日，泰國衛生部確認1例人感染H5N1禽流感病例。患者為北部碧吉府Thap Khlo縣1名17歲男子，他於7月15日出現症狀，7月20日住院，並於7月24日死亡。
8月5日，泰國衛生部證實，北部烏泰他尼府的一名27歲泰國男子因感染H5N1型禽流感病毒而死亡。
8月8日，印尼衛生部確認該國第55例人感染H5N1禽流感病毒病例。該病例發生於西爪哇省1名16歲男子。他於7月26日出現症狀，8月4日住院，並於8月7日死亡。中國衛生部公佈，追溯診斷的結果證明，2003年11月底的一個不明原因發熱、肺炎病例事實上是人感染H5N1確診病例。患者史某某，男，24歲，解放軍某部士官。
8月9日，印尼衛生部確認該國第56例人感染H5N1禽流感病毒病例。該病例發生於雅加達省1名17歲女性。她於7月28日出現症狀，8月4日住院，並於8月8日死亡。
8月14日，印尼衛生部確認該國第57例人感染H5N1禽流感病毒病例。該病例發生於西爪哇省牙律縣一個邊遠村莊的1名17歲男性。他於7月26日出現症狀，並於8月9日轉診到醫院。中國衛生部通報，新疆維吾爾自治區確診一例人感染H5N1病例。患者李某某，男，62歲，農民，吉木薩爾縣人。患者6月19日發病，臨床有發熱、肺炎表現，因病情迅速加重，經搶救無效，於7月12日死亡。
8月17日，印尼衛生部確認該國第58例人感染H5N1禽流感病毒病例。該病例發生於西爪哇省牙律縣一個偏遠村莊的1名9歲女童。她於8月1日出現症狀，8月14日住院，並於8月15日死亡。
8月21日，印尼衛生部確認該國第59例人感染H5N1禽流感病毒病例。該病例發生於西爪哇省偏遠的錫克雷特鎮1名35歲婦女。她於8月8日出現症狀，8月17日由於嚴重呼吸疾病住院並在住院後不久死亡。
8月23日，印尼衛生部確認該國第60例人感染H5N1禽流感病毒病例。該病例為西爪哇省勿加泗一名6歲女孩。她於8月6日出現症狀，8月11日住院。
9月8日，印尼衛生部確認1例新的人感染H5N1禽流感病毒病例。該病例為南蘇拉威西省望加錫一名14歲女孩。她於6月18日出現症狀，6月23日住院，並於6月24日死亡。另外增加兩例回顧性確診病例：第一例為萬丹省坦格朗區一名8歲女童。她於2005年6月24日出現症狀並於2005年7月14日死亡。第二例為中爪哇省馬格朗一名45歲男子。他在與病禽直接接觸後於2005年11月25日出現症狀，後來逐漸痊癒。
9月14日，印尼衛生部確認兩例人感染H5N1禽流感病毒病例。第一例發生於西爪哇省東勿加泗一名5歲男童。他於3月4日出現症狀，3月6日住院，並於3月19日死亡。第二例為西蘇門答臘省索洛的一名27歲男子，於5月28日出現咳嗽和腹部不適等輕度症狀，但無發燒；他的症狀較輕，並在幾天內痊癒。
9月19日，伊拉克衛生部回顧性地確認該國第三例人感染H5N1禽流感病毒病例。該病例為一名3歲男童，於3月15日在巴格達住院。他的病情輕微，並已完全痊癒。
9月25日，印尼衛生部確認2例人感染H5N1禽流感病毒病例。第1例發生於東爪哇省一名11歲男童。他於9月16日出現發燒和咳嗽症狀，9月18日住院，並於當天死亡。第2例發生于南雅加達一名9歲男童。他於9月13日出現發燒和流鼻涕症狀，9月20日住院，並於9月22日死亡。
9月27日，泰國衛生部確認該國第25例人感染H5N1禽流感病毒病例。該病例發生于該國東北部廊莫那浦府1名59歲農民。他於7月14日出現發燒，7月24日住院，並於8月10日死於嚴重肺炎。印尼衛生部確認該國第68例人感染H5N1禽流感病毒病例。患者為西爪哇萬隆一名20歲男子。他於9月17日出現發燒和咳嗽症狀並於9月24日住院。
9月28日，印尼確認感染H5N1禽流感的20歲男子死亡。
10月3日，印尼衛生部確認該國第69例人感染H5N1禽流感病毒病例。病例為東爪哇省一名21歲女子。她於9月19日出現症狀並於9月25日住院。
10月11日，埃及衛生部確認一例人感染H5N1病毒病例。患者為尼羅河三角州西部省的一名39歲婦女。她於9月30日出現症狀並於10月4日住院。
10月16日，印尼衛生部確認3例人感染H5N1禽流感病毒病例。第一例發生於西爪哇省一名67歲婦女。她於10月3日出現症狀，於10月7日住院，並於10月15日死亡。第二例是雅加達省南雅加達一名11歲男子。他於10月2日出現症狀，於10月5日住院，並於10月14日死亡。第三例是中爪哇省一名27歲女子。她於10月8日出現症狀，於10月12日住院，並於10月13日死亡。
10月31日，埃及衛生部確認感染H5N1禽流感的39歲婦女死亡。
11月13日，印尼衛生部確認兩例人感染H5N1禽流感病毒病例。第一例為萬丹省坦格朗一名35歲婦女。她於11月7日出現症狀並於11月10日住院。第二例發生於西爪哇省佳拉旺一名30個月男童。他於11月5日出現症狀，11月10日住院，並於11月13日死亡。
11月29日，印尼衛生部確認感染H5N1禽流感的35歲婦女死亡。
12月27日，埃及衛生和人口部通報3例人感染H5N1禽流感病毒病例，三人同屬於西部省的一個大家庭，包括一位30歲女性、一位15歲女孩和一位26歲男性，三人均死亡。

#### 2007年
1月9日，印尼衛生部確認兩例人感染H5N1禽流感病毒病例。第一例為西雅加達的一位14歲男性，12月31日出現症狀，1月4日住院。第二例為萬丹省坦格朗的一位37歲女性，1月1日出現症狀，1月6日住院。
1月10日，中國衛生部已確認一例人感染H5N1型禽流感病毒。該病例為安徽省屯溪一名37歲男子。他於12月10日出現症狀並於12月17日住院，1月6日出院。
1月11日，印尼衛生部確認感染H5N1禽流感的西雅加達14歲男性死亡。
1月12日，印尼衛生部確認感染H5N1禽流感的坦格朗37歲女性死亡。衛生部還確認了1例人感染H5N1型禽流感病毒新病例。該名來自萬丹省的22歲婦女于1月3日出現症狀。
1月15日，印尼衛生部確認萬丹省的22歲婦女死亡。衛生部還確認了另外兩例人感染H5N1型禽流感。來自南雅加達的一名27歲婦女于1月6日出現症狀並於1月12日死亡。來自萬丹省坦格朗市的18歲男性確診感染H5N1型禽流感。
1月22日，埃及衛生與人口部宣佈一例新的禽流感A（H5N1）型病毒感染人間病例。來自貝尼·蘇夫省的27歲婦女于1月9日出現症狀並於1月19日在醫院死亡。印尼衛生部宣佈1例新的人感染H5N1禽流感病例。來自西爪哇省一名26歲婦女于1月11日出現症狀並於1月19日在醫院死亡。
1月29日，印尼衛生部宣佈一例新的人感染H5N1型禽流感病例。來自中爪哇省馬格朗縣的一名6歲女童於1月8日出現症狀，並於1月19日在醫院死亡。
2月3日，尼日利亞政府宣佈在一名來自拉各斯的已故22歲婦女身上存在H5N1型禽流感病毒。
2月6日，埃及衛生與人口部宣佈一例新的H5N1型病毒感染人間病例。來自法尤姆省的這名17歲女性於1月25日出現症狀，最初接受了季節性流感的治療。她於2月1日因發燒和呼吸困難住院，並於2月2日死亡。
2月15日，埃及衛生與人口部宣佈一例新的H5N1型病毒感染人間病例。來自法尤姆省的這名37歲女性於2月12日因出現症狀而住院。2月16日，該名37歲婦女死亡。
2月19日，埃及衛生與人口部宣佈一例新的H5N1型病毒感染人間病例。來自東部省的這名5歲男童於2月14日因出現症狀而住院。
2月27日，老撾衛生部報告首例人感染H5N1型禽流感病毒病例。該名15歲女孩來自萬象，她於2月10日出現流感樣症狀並於2月15日因發燒和呼吸症狀在萬象住院。她於2月17日在泰國尋求醫療。
3月1日，埃及衛生與人口部宣佈一例新的H5N1型病毒感染人間病例。該名4歲女童來自代蓋赫利耶省。她於2月25日出現症狀，於2月26日住院。中國衛生部報告了一例人感染H5N1型禽流感病毒病例。該病例為福建省建甌縣一名44歲婦女。她於2月18日發病，出現發燒和肺炎，並於2月22日住院。
3月7日，老撾感染H5N1型禽流感的萬象15歲女孩死亡。
3月12日，埃及衛生與人口部宣佈一例新的H5N1型病毒感染人間病例。該名4歲男童來自達卡利亞省。他於2007年3月7日出現症狀，於3月8日住院。
3月16日，老撾衛生部報告第二例人感染H5N1型禽流感病毒病例。這名42歲婦女來自萬象省Pong Hong縣Saka村。她於2月26日出現發燒並於2月28日住院，於3月4日死亡。
3月19日，埃及衛生與人口部宣佈一例新的H5N1型病毒感染人間病例。這名來自阿斯旺省的10歲女童於3月13日因出現症狀而住院。
3月20日，埃及衛生與人口部宣佈一例新的H5N1型病毒感染人間病例。這名來自阿斯旺省的兩歲男童於3月15日出現症狀，在第二天住院。
3月27日，埃及衛生與人口部宣佈一例新的H5N1型病毒感染人間病例。這名來自阿斯旺省的三歲女童於3月22日出現症狀，並於3月24日住院。
3月28日，埃及衛生與人口部宣佈二例新的H5N1型病毒感染人間病例。第一例為一名來自基納省的六歲女童，於3月25日因出現症狀住院。第二例為一名來自明亞省的五歲男童，也於3月25日因出現症狀住院。
3月29日，中國衛生部報告一例新的人感染H5N1型禽流感病毒死亡病例。這名來自安徽省的16歲男性於3月17日出現發燒和肺炎樣症狀並於3月20日住院，3月27日死亡。
4月2日，埃及衛生與人口部宣佈三例新的H5N1型病毒感染人間病例。第一例為來自基納省的一名四歲男童，他是其感染於3月28日報告的六歲女童的弟弟。他於3月26日出現症狀並於3月29日住院。第二例為來自索哈傑省的一名七歲男童，他於3月26日出現症狀並於3月29日住院。第三例為來自蓋勒尤比亞省的一名四歲女童。她於3月29日出現症狀並於第二天住院。
4月10日，柬埔寨衛生部確認該國第七例人感染H5N1型禽流感病毒病例。這名13歲女孩來自磅湛省Ponhea Kreak縣，於4月2日出現症狀並於第二天住院。她於4月5日死亡。埃及衛生與人口部宣佈二例新的H5N1型病毒感染人間病例。第一例為來自明亞省的一名兩歲女童，於4月3日出現症狀並於第二天住院。第二例為一名來自開羅省的15歲女孩。她於3月30日出現症狀並於4月5日住院。
4月11日，埃及衛生與人口部宣佈開羅省的15歲女孩于4月10日死亡。
5月16日，世衛組織確認印尼2007年1月底以來發生的另外15例人感染H5N1禽流感病例，包括13例死亡。
5月24日，印尼衛生部宣佈一例新的人感染H5N1型禽流感病例。來自中爪哇省Wonogiri縣的一名5歲女童於5月8日出現症狀，5月15日住院治療，5月17日在醫院死亡。
5月30日， 中國衛生部報告了一例新的人感染H5N1型禽流感病毒病例。該名在福建省服役的19歲男性士兵于5月9日出現發熱和肺炎樣症狀並於5月14日住院。
5月31日，印尼衛生部宣佈1例新的人感染H5N1型禽流感病例：一名來自中爪哇省格羅博甘縣的45歲男子於5月17日出現症狀，於5月26日住院並於5月28日在醫院死亡。
6月3日，在福建省服役的19歲男性士兵死亡。
6月6日，印尼衛生部宣佈一例新的人感染H5N1型禽流感病例：來自中爪哇省Kendal縣的一名16歲女子於5月21日出現症狀，5月25日住院，並於5月29日在醫院死亡。
6月11日，埃及衛生與人口部確認一例新的H5N1病毒感染人間病例：一名來自基納省的10歲女孩，於6月1日出現症狀，6月6日住院，並於6月9日死亡。
6月12日，埃及衛生與人口部確認一例新的H5N1病毒感染人間病例：一名來自基納省的4歲女孩，於6月7日出現症狀並於6月10日住院。
6月15日，印尼衛生部宣佈1例新的人感染H5N1型禽流感病例：來自廖內省的一名26歲男子於6月3日出現症狀，6月6日住院，並於6月12日在醫院死亡。
6月25日，埃及衛生與人口部確認一例新的H5N1病毒感染人間病例，該病例為一名來自基納省的4歲男童。他於6月20日出現症狀並於6月21日住院。印尼衛生部宣佈1例新的人感染H5N1禽流感病例：來自廖內省的一名3歲女童於6月18日出現症狀，並且已經痊癒。
6月29日，越南衛生部確認兩例新的H5N1病毒感染人間病例：第一例為來自永福省的一名29歲男子，於5月10日出現症狀，5月15日住院，並於6月11日出院；第二個人為來自太原省一名19歲男子，於5月20日出現症狀，5月25日住院。
7月11日，印尼衛生部宣佈1例新的人感染H5N1禽流感病例：一名來自萬丹省的6歲女童於6月23日出現症狀並於7月5日住院，7月8日死亡。
7月25日，埃及衛生與人口部宣佈了一例新的H5N1病毒感染人間病例：一名來自達米埃塔省的25歲女性，於7月20日出現症狀並於第二天住院。
8月14日，印尼衛生部宣佈了一例新的人感染H5N1禽流感病例：一名來自巴厘省的29歲婦女于8月3日出現症狀，8月7日住院並於8月12日死亡。
8月16日，印尼衛生部宣佈了一例新的人感染H5N1禽流感病例：一名來自萬丹省坦格朗區的17歲女子8月9日出現症狀，8月13日住院並於8月14日在醫院死亡。
8月23日，印尼衛生部宣佈了一例新的人感染H5N1禽流感病例：一名來自巴厘省塔巴南縣的28歲婦女于8月14日出現症狀，8月18日住院，並於8月21日在醫院死亡。
8月31日，越南衛生部追認5起病例為人類感染H5N1禽流感，其中包括4例死亡。
9月10日，印尼衛生部宣佈了1例新的人感染H5N1禽流感病例：一名來自廖內省的33歲男子於8月25日出現症狀，9月2日住院，並於9月6日在醫院死亡。

#### 2009年
1月6日，北京市卫生局通报，北京市确诊一例人感染高致病性禽流感病例。患者2008年12月24日发病，12月27日入院，经抢救无效，于2009年1月5日死亡。北京市疾病预防控制中心和中国军事医学科学院对患者标本进行平行检测，与中国疾病预防控制中心复核检测结果相符，确认H5N1核酸阳性。
1月18日，山东省卫生厅通报，山东省确诊一例人感染高致病性禽流感病例。患者张某，27岁，女，现住山东省济南市。2009年1月5日发病，病情加重后入院治疗。于2009年1月17日18时40分死亡。经过1月17日山东省疾病预防控制中心和1月18日中国疾病预防控制中心两次对患者呼吸道标本检测，结果均为禽流感病毒H5N1核酸阳性。

#### 2023年
2023年2月23日，柬埔寨衛生部表示，該國一名來自波蘿勉省農村地區的11歲女孩感染H5N1病毒，自2014年以來柬埔寨首次已知人類感染H5N1病毒株。女孩出現高燒、咳嗽和喉嚨痛，她的父親也檢測呈陽性，另外11人也接受了檢測。2月24日，衛生部表示，該國發現第二例H5N1禽流感人類病例，患者來自波蘿勉省東南部的49歲男子，經國家公共衛生研究所檢測出對H5N1病毒呈陽性，該名男子是11歲女孩的父親。
3月29日，智利衛生部稱，該國發現首例人類感染禽流感病例，患者為53歲男子，出現嚴重流感症狀，但情況穩定。

#### 2024年
12月18日，美国疾病控制和预防中心表示，美国报告首例人感染H5N1型禽流感病毒重症病例。患者可能接触了生病和死亡的禽类後感染該病毒。

### 疫区地图争端
2006年3月9日，世界衛生組織（WHO）發佈的“H5N1禽流感全球及國家圖”，根據“一個中國”原則，臺灣与中国大陆使用同樣的感染区设色。2006年3月10日，世界衛生組織公開說明，臺灣沒有任何人類或家禽感染H5N1禽流感病例，不是傳染區。

## 外部連結
- 世界衛生組織禽流感專題（英文）（页面存档备份，存于）
- OIE DAILY UPDATE ON AVIAN INFLUENZA SITUATION IN BIRDS（页面存档备份，存于）
- 美國疾病控制與預防中心禽流感專題（英文）（页面存档备份，存于）
- 《科学》杂志H5N1专题（页面存档备份，存于）